# 시지미촌
시지미촌(志染村)은 효고현 미노군에 있던 촌이다.